# Hipposideros dyacorum
Hipposideros dyacorum је сисар из реда слепих мишева и фамилије Hipposideridae.

## Угроженост
Ова врста није угрожена, и наведена је као последња брига јер има широко распрострањење.

## Распрострањење
Ареал врсте је ограничен на мањи број држава. 
Врста је присутна у Малезији, Индонезији и Брунеју.

## Станиште
Станиште врсте су шуме. 
Врста је присутна на подручју острва Борнео у Индонезији.